# Hoofdpiet
Hoofdpiet is een personage dat voorkomt rondom het Sinterklaasfeest, voornamelijk in de televisieprogramma's van de Publieke Omroep. De Hoofdpiet is degene die de leiding heeft over alle andere pieten. Hij is de rechterhand van de goedheiligman en waakt over de inachtneming van een aantal gedrags- en andere normen.

## Historie
Bij de intocht van Sinterklaas in Amsterdam in 1934 was al sprake van een Hoofdpiet. Er waren later twee hoofdpieten die pas de taken kregen zoals wij die nu kennen toen de oorspronkelijke vaste raadgever van de Sint, zijn Spaanse secretaris Don Pelzeros, er in 1958 mee ophield. Sinds de intocht van Sinterklaas in 1964 niet meer elk jaar in Amsterdam plaatsvindt is er slechts één hoofdpiet. Bij de intocht in Amsterdam zijn er nog steeds meerdere hoofdpieten, op dit moment twee.
Sinds het einde van de twintigste eeuw is de Sinterklaastraditie in commercieel opzicht erg gegroeid. Waar in de twintigste eeuw -naast Sinterklaas- enkel de Hoofdpiet een bekend personage was, die alleen opdraafde tijdens de intocht en hoogstens eens per decennium in een film, kwamen er verschillende televisieprogramma's rondom Sinterklaas en verscheen er elk jaar minimaal één film over de gulle gever. Daardoor kon en wilde voormalige Hoofdpiet, acteur en komiek Erik van Muiswinkel, om voornamelijk logistieke redenen niet in alle daartoe georganiseerde situaties als zodanig verschijnen. Dat heeft geleid tot een diversiteit aan (veel minder bekende) aftreksels van het personage met verschillende functies, die namen dragen zoals Chefpiet, Opperpiet of Wegwijspiet.

## Vertolkers
Aan de rol van Hoofdpiet is vanaf 1964 bij de landelijke intocht van Sinterklaas in Nederland gestalte gegeven door de volgende personen:
- Willem Nijholt (1964)[3]
- Jaap Maarleveld (1965-1967)[4]
- Piet Römer (1968-1975, 1977-1980, 1982-1983) alias Señorpiet, in 1976 en in 1981 niet aanwezig bij de Landelijke Intocht.[5]
- Will van Selst (1976)[6]
- Lars Boom (1981)[7]
- Frits Lambrechts (1984-1993)
- Erik de Vogel (1994-1997)
- Erik van Muiswinkel (1998-2015)
- Harry Piekema (2017)
- Niels van der Laan (2018-)

Na het vertrek van Erik van Muiswinkel als Hoofdpiet werd er aanvankelijk geen vervanger aangesteld om de rol over te nemen en daarom was het personage in 2016 niet te zien.

## Trivia
- Don van Dijke, beter bekend als chefpiet, was in 1998 te zien als plaatsvervangend Hoofdpiet in Hallo, met Sinterklaas.[8]
- Het inmiddels gesloten Afrika Museum heeft in 2016 de schoenen van Hoofdpiet Erik van Muiswinkel in de collectie opgenomen.[9]
- Niels van der Laan laat zijn vertolking van de Hoofdpiet ook af en toe een gastoptreden maken in het satirische programma 'Even tot hier', dat Van der Laan samen met Jeroen Woe maakt.